# 도널드 미키
도널드 미키(영어: Donald Michie, /ˈmɪki/; 1923년 11월 11일 ~ 2007년 7월 7일)는 영국의 인공지능 연구자이다. 제2차 세계 대전 중 블레츨리 파크의 정부 암호 연구소에서 독일의 로렌츠 암호 기계의 해독에 참여했다. 1982년 피터 모포스(Peter Mowforth), 팀 니블렛(Tim Niblett)과 함께 글래스고에 튜링 연구소(Turing Institute)를 설립했다.
1923년 영국령 버마의 랑군에서 태어났다. 럭비 스쿨에서 수학하였으며 고전학 장학생으로 옥스퍼드 대학교 베일리얼 칼리지를 다녔다. 1943년에 당초 정보장교 일본어 프로그램에 지원했으나 블레츨리 파크에서 앨런 튜링, 막스 뉴먼, 어빙 존 굿 등과 함께 암호해독에 참여했다.
1945년부터 1952년까지 베일리얼 칼리지에서 수학하여 1953년 포유류 유전학으로 박사학위를 받았다. 1965년부터 신설된 에든버러 대학교 기계지능인지학과(Department of Machine Intelligence and Perception)의 학과장을 지냈으며 1985년까지 근무했다. 2007년 자동차 사고로 사망했다.